# Wayne megye (Nebraska)
Wayne megye az Amerikai Egyesült Államokban, azon belül Nebraska államban található. Megyeszékhelye és legnagyobb városa Wayne. Lakosainak száma 9697 fő (2020. április 1.). Wayne megye Cedar, Stanton, Pierce, Dixon, Thurston, Cuming és Madison megyékkel határos.

## Népesség
A megye népességének változása:
| Lakosok száma | 9364 | 9851 | 9604 | 9440 | 9489 | 9411 | 9367 | 9697 |
|               | 1990 | 2000 | 2010 | 2011 | 2012 | 2013 | 2015 | 2020 |